# Ардуин Глабер
Ардуин Глабер (Ардуин Лысый; итал. Arduino Glabrio; ок. 920 — после 4 апреля 976) — первый маркграф Туринской марки из рода Ардуиничей.
Родился около 920 года. Сын графа Ауриате Роджера, которому наследовал около 937 года.
Изгнал сарацин из долины Суза и захватил Турин, сделав его своей резиденцией.
В 941 году король Италии Гуго Арльский назначил его правителем (регентом) пограничных территорий.
Ардуин завоевал Альбенгу, Альбу и Вентимилью, и в 962 году получил титул маркграфа. Возможно, в состав его владений входило и графство Асти.
Имя и происхождение жены Ардуина Глабера не установлены. Дети:
- Альсинда, муж — Джизельберто, граф Бергамо
- Рихильда, муж — Конрад Конон, маркграф Ивреи
- Манфред I (ум 1000), маркграф Турина, граф Ауриате
- Ардуин, граф
- Оттон (ум. после 998), родоначальник маркизов Романьяно.